# Liste des monuments historiques des Yvelines
Cet article recense les monuments historiques des Yvelines, en France.

## Statistiques
Au 30 juillet 2025, les Yvelines comptent 532 édifices comportant au moins une protection au titre des monuments historiques, dont 201 sont classés et 360 sont inscrits. Le total des monuments classés et inscrits est supérieur au nombre total de monuments protégés car plusieurs d'entre eux sont à la fois classés et inscrits.
Plusieurs édifices sont répartis sur plusieurs communes :
- l'abbaye des Vaux-de-Cernay, sur Auffargis et Cernay-la-Ville
- l'aqueduc de Retz, sur Chambourcy et Saint-Germain-en-Laye
- le château de Pontchartrain, sur Jouars-Pontchartrain et Le Tremblay-sur-Mauldre
- le château de Wideville, sur Crespières et Davron
- la machine de Marly, sur Bougival et Louveciennes
- l'ancien pont de Poissy, sur Carrières-sous-Poissy et Poissy
- le vieux pont de Limay, sur Limay et Mantes-la-Jolie

## Liste
Du fait du nombre de monuments historiques dans le département, leur liste est divisée en deux sections distinctes :
- Liste des monuments historiques des Yvelines (nord), correspondant aux arrondissements de Mantes-la-Jolie et Saint-Germain-en-Laye (nord du département)
- Liste des monuments historiques des Yvelines (sud), correspondant aux arrondissements de Rambouillet et Versailles (sud du département)

En outre, les communes suivantes possèdent leur propre liste :
- pour Saint-Germain-en-Laye, la liste des monuments historiques de Saint-Germain-en-Laye
- pour Versailles, la liste des monuments historiques de Versailles

La liste suivante permet de trouver l'article correspondant à une commune spécifique (pour autant qu'elle possède au moins une protection) :
| Commune                      | Liste                 |
| ---------------------------- | --------------------- |
| Ablis                        | Sud                   |
| Adainville                   | Nord                  |
| Andrésy                      | Nord                  |
| Aubergenville                | Nord                  |
| Auffargis                    | Sud                   |
| Autouillet                   | Sud                   |
| Bailly                       | Nord                  |
| Bazainville                  | Nord                  |
| Bazemont                     | Nord                  |
| Bazoches-sur-Guyonne         | Sud                   |
| Béhoust                      | Sud                   |
| Bennecourt                   | Nord                  |
| Beynes                       | Sud                   |
| Boinville-le-Gaillard        | Sud                   |
| Boinville-en-Mantois         | Nord                  |
| Bois-d'Arcy                  | Sud                   |
| Boissets                     | Nord                  |
| La Boissière-École           | Sud                   |
| Bonnelles                    | Sud                   |
| Bonnières-sur-Seine          | Nord                  |
| Bougival                     | Nord                  |
| Bourdonné                    | Nord                  |
| Les Bréviaires               | Sud                   |
| Brueil-en-Vexin              | Nord                  |
| Buc                          | Sud                   |
| Bullion                      | Sud                   |
| Carrières-sous-Poissy        | Nord                  |
| Carrières-sur-Seine          | Nord                  |
| La Celle-les-Bordes          | Sud                   |
| La Celle-Saint-Cloud         | Nord                  |
| Cernay-la-Ville              | Sud                   |
| Chambourcy                   | Nord                  |
| Chatou                       | Nord                  |
| Chavenay                     | Nord                  |
| Chevreuse                    | Sud                   |
| Choisel                      | Sud                   |
| Civry-la-Forêt               | Nord                  |
| Les Clayes-sous-Bois         | Sud                   |
| Conflans-Sainte-Honorine     | Nord                  |
| Crespières                   | Nord                  |
| Croissy-sur-Seine            | Nord                  |
| Dampierre-en-Yvelines        | Sud                   |
| Davron                       | Nord                  |
| Ecquevilly                   | Nord                  |
| Élancourt                    | Sud                   |
| Épône                        | Nord                  |
| L'Étang-la-Ville             | Nord                  |
| Évecquemont                  | Nord                  |
| Feucherolles                 | Nord                  |
| Follainville-Dennemont       | Nord                  |
| Fontenay-Saint-Père          | Nord                  |
| Fourqueux                    | Nord                  |
| Gaillon-sur-Montcient        | Nord                  |
| Gambais                      | Nord                  |
| Gambaiseuil                  | Sud                   |
| Garancières                  | Sud                   |
| Gargenville                  | Nord                  |
| Gazeran                      | Sud                   |
| Gommecourt                   | Nord                  |
| Goupillières                 | Sud                   |
| Goussonville                 | Nord                  |
| Gressey                      | Nord                  |
| Grosrouvre                   | Sud                   |
| Guerville                    | Nord                  |
| Guitrancourt                 | Nord                  |
| Guyancourt                   | Sud                   |
| Hardricourt                  | Nord                  |
| Hermeray                     | Sud                   |
| Houdan                       | Nord                  |
| Jambville                    | Nord                  |
| Jeufosse                     | Nord                  |
| Jouars-Pontchartrain         | Sud                   |
| Jouy-en-Josas                | Sud                   |
| Juziers                      | Nord                  |
| Lainville-en-Vexin           | Nord                  |
| Lévis-Saint-Nom              | Sud                   |
| Limay                        | Nord                  |
| Limetz-Villez                | Nord                  |
| Les Loges-en-Josas           | Sud                   |
| Longnes                      | Nord                  |
| Longvilliers                 | Sud                   |
| Louveciennes                 | Nord                  |
| Magny-les-Hameaux            | Sud                   |
| Maisons-Laffitte             | Nord                  |
| Mantes-la-Jolie              | Nord                  |
| Marcq                        | Sud                   |
| Mareil-Marly                 | Nord                  |
| Mareil-sur-Mauldre           | Nord                  |
| Marly-le-Roi                 | Nord                  |
| Maule                        | Nord                  |
| Maurepas                     | Sud                   |
| Médan                        | Nord                  |
| Le Mesnil-le-Roi             | Nord                  |
| Le Mesnil-Saint-Denis        | Sud                   |
| Les Mesnuls                  | Sud                   |
| Meulan-en-Yvelines           | Nord                  |
| Mézières-sur-Seine           | Nord                  |
| Mézy-sur-Seine               | Nord                  |
| Millemont                    | Sud                   |
| Milon-la-Chapelle            | Sud                   |
| Mittainville                 | Sud                   |
| Moisson                      | Nord                  |
| Montchauvet                  | Nord                  |
| Montfort-l'Amaury            | Sud                   |
| Montigny-le-Bretonneux       | Sud                   |
| Morainvilliers               | Nord                  |
| Les Mureaux                  | Nord                  |
| Noisy-le-Roi                 | Nord                  |
| Oinville-sur-Montcient       | Nord                  |
| Orcemont                     | Sud                   |
| Orgerus                      | Nord                  |
| Orgeval                      | Nord                  |
| Orphin                       | Sud                   |
| Orsonville                   | Sud                   |
| Le Pecq                      | Nord                  |
| Le Perray-en-Yvelines        | Sud                   |
| Plaisir                      | Sud                   |
| Poigny-la-Forêt              | Sud                   |
| Poissy                       | Nord                  |
| Le Port-Marly                | Nord                  |
| Prunay-en-Yvelines           | Sud                   |
| La Queue-les-Yvelines        | Sud                   |
| Rambouillet                  | Sud                   |
| Richebourg                   | Nord                  |
| Rochefort-en-Yvelines        | Sud                   |
| Rocquencourt                 | Sud                   |
| Rosay                        | Nord                  |
| Rosny-sur-Seine              | Nord                  |
| Sailly                       | Nord                  |
| Saint-Arnoult-en-Yvelines    | Sud                   |
| Saint-Cyr-l'École            | Sud                   |
| Sainte-Mesme                 | Sud                   |
| Saint-Forget                 | Sud                   |
| Saint-Germain-en-Laye        | Saint-Germain-en-Laye |
| Saint-Hilarion               | Sud                   |
| Saint-Illiers-la-Ville       | Nord                  |
| Saint-Lambert                | Sud                   |
| Saint-Léger-en-Yvelines      | Sud                   |
| Saint-Martin-de-Bréthencourt | Sud                   |
| Saint-Martin-la-Garenne      | Nord                  |
| Saint-Nom-la-Bretèche        | Nord                  |
| Saint-Rémy-lès-Chevreuse     | Sud                   |
| Saint-Rémy-l'Honoré          | Sud                   |
| Sartrouville                 | Nord                  |
| Saulx-Marchais               | Sud                   |
| Senlisse                     | Sud                   |
| Soindres                     | Nord                  |
| Sonchamp                     | Sud                   |
| Tessancourt-sur-Aubette      | Nord                  |
| Thiverval-Grignon            | Sud                   |
| Thoiry                       | Sud                   |
| Tilly                        | Nord                  |
| Toussus-le-Noble             | Sud                   |
| Trappes                      | Sud                   |
| Le Tremblay-sur-Mauldre      | Sud                   |
| Triel-sur-Seine              | Nord                  |
| Vaux-sur-Seine               | Nord                  |
| Verneuil-sur-Seine           | Nord                  |
| Vernouillet                  | Nord                  |
| La Verrière                  | Sud                   |
| Versailles                   | Versailles            |
| Le Vésinet                   | Nord                  |
| Vicq                         | Sud                   |
| Villennes-sur-Seine          | Nord                  |
| Villepreux                   | Nord                  |
| Villiers-le-Mahieu           | Sud                   |
| Viroflay                     | Sud                   |